# Live in São Paulo (album de Sepultura)
Pour les articles homonymes, voir Live in São Paulo.
Albums de Sepultura
Roorback
(2003) Dante XXI
(2006)
Live in São Paulo est un album de compilation du groupe de thrash metal brésilien Sepultura, sorti en 2006 sous le label Steamhammer Records. Le disque a été édité sans l'accord des membres du groupe, et n'est donc pas considéré comme officiel d'après eux.

## Musiciens et technique
Sepultura
- Derrick Green - chant
- Jairo Guedez - guitare sur le titre Troops of Doom
- Andreas Kisser - guitare
- Paulo Jr. - guitare basse
- Igor Cavalera - batterie, percussions

## Liste des chansons

### Disque 1
| No  | Titre                            | Durée |
| --- | -------------------------------- | ----- |
| 1.  | Intro                            | 4:51  |
| 2.  | Apes of God                      | 3:11  |
| 3.  | Slave New World                  | 3:37  |
| 4.  | Propaganda                       | 3:03  |
| 5.  | Attitude                         | 4:48  |
| 6.  | Choke                            | 3:27  |
| 7.  | Inner Self / Beneath the Remains | 4:55  |
| 8.  | Escape to the Void               | 4:29  |
| 9.  | Mindwar                          | 3:16  |
| 10. | Troops of Doom                   | 3:39  |
| 11. | Necromancer                      | 3:29  |

### Disque 2
| No  | Titre                                                      | Durée |
| --- | ---------------------------------------------------------- | ----- |
| 1.  | Sepulnation                                                | 3:52  |
| 2.  | Refuse/Resist                                              | 3:07  |
| 3.  | Territory                                                  | 4:30  |
| 4.  | Black Steel in the Hour of Chaos (reprise de Public Enemy) | 3:49  |
| 5.  | Bullet the Blue Sky (reprise de U2)                        | 4:58  |
| 6.  | Reza                                                       | 2:08  |
| 7.  | Biotech Is Godzilla                                        | 2:41  |
| 8.  | Arise / Dead Embryonic Cells                               | 4:28  |
| 9.  | Come Back Alive                                            | 2:18  |
| 10. | Roots Bloody Roots                                         | 4:42  |